# Pèrlas e Castelhet
Pèrlas e Castelhet (en francès Perles-et-Castelet) és un municipi francès del departament de l'Arieja i la regió d'Occitània.